# Tumidocarcinidae
Famille
Les Tumidocarcinidae sont une famille de crabes fossiles. Elle comprend onze espèces dans neuf genres connus du Miocène à l'Éocène.

## Liste des genres
- †Baricarcinus Casadío, De Angeli, Feldmann, Garassino, Hetler, Parras & Schweitzer, 2004
- †Cyclocorystes Bell, 1858
- †Lobonotus A. Milne-Edwards, 1863
- †Nitotacarcinus Schweitzer, Artal, Van Bakel, Jagt & Karasawa, 2007
- †Paratumidocarcinus Martins-Neto, 2001
- †Pulalius Schweitzer, Feldmann, Tucker & Berglund, 2000
- †Titanocarcinus A. Milne-Edwards, 1863
- †Tumidocarcinus Glaessner, 1960
- †Xanthilites Bell, 1858

## Parution initiale
- Schweitzer, 2005 : The genus Xanthilites Bell, 1858 and a new xanthoid family (Crustacea: Decapoda: Brachyura: Xanthoidea): New hypotheses on the origin of the Xanthoidea MacLeay, 1838. Journal of Paleontology, vol. 79, n. 2, p. 277–295.

## Sources
- Ng, Guinot & Davie, 2008 : Systema Brachyurorum: Part I. An annotated checklist of extant brachyuran crabs of the world. Raffles Bulletin of Zoology Supplement, n. 17, p. 1–286.
- De Grave & al., 2009 : A Classification of Living and Fossil Genera of Decapod Crustaceans. Raffles Bulletin of Zoology Supplement, n. 21, p. 1-109.